# 2Day FM
2Day FM (call sign: 2DAY) é uma rádio FM de Sydney, New South Wales, Austrália, com frequência de 104.1 MHz.
Ficou famosa por conta de um trote realizado por Mel Greig e Mike Christian, obtendo informações sigilosas de Catherine.